# جبة (العراق)
جبة مدينة عراقية صغيرة تقع غرب الرمادي وهي جزيرة تقع وسط نهر الفرات بالقرب من مدينة البغدادي في محافظة الأنبار، وسكانها لا يتجاوزون 22,000 نسمة.